# Oarța de Jos
Oarța de Jos es una comuna ubicada en el distrito de Maramureș, Rumania.

## Superficie
Cuenta con una superficie de 32,28 kilómetros cuadrados.

## Demografía
Hasta 2021 la población era de 982 habitantes, con una densidad de población de 30,42 habitantes por kilómetro cuadrado.